# بخش پایک (شهرستان ناکس، اوهایو)
بخش پایک (به انگلیسی: Pike Township) یک منطقهٔ مسکونی در ایالات متحده آمریکا است که در شهرستان ناکس، اوهایو واقع شده‌است.
 بخش پایک ۷۸٫۹ کیلومتر مربع مساحت و ۱٬۵۳۲ نفر جمعیت دارد و ۳۴۷ متر بالاتر از سطح دریا واقع شده‌است.